# Domenico Guadalupi
Domenico Guadalupi (* 17. September 1811 in Brindisi; † 11. Mai 1878) war ein italienischer Geistlicher und Erzbischof von Salerno.

## Leben
Er empfing am 23. September 1837 in Rom das Sakrament der Priesterweihe.
Am 16. Juni 1842 trat er in den Dienst der Kurie und wurde am 21. Juni desselben Jahres Päpstlicher Hausprälat und Apostolischer Protonotar. Papst Pius IX. berief Domenico Guadalupi am 16. November 1854 in die Konzilskongregation, 1855 zum Konsultor der Kongregation für außerordentliche kirchliche Angelegenheiten, dann zum Apostolischen Delegaten für Orvieto, am 16. Juni 1856 zum Delegaten für Spoleto und für Civitavecchia.
Am 6. Mai 1872 wurde Domenico Guadalupi zum Erzbischof von Salerno ernannt. Fünf Jahre später, am 8. Januar 1877, resignierte er auf den Bischofssitz, sein Rücktritt wurde von Rom am 8. März desselben Jahres angenommen.